# سرهات کوت
سرهات کوت (انگلیسی: Serhat Kot؛ زادهٔ ۱۲ اوت ۱۹۹۷) بازیکن فوتبال اهل آلمان است.
از باشگاه‌هایی که در آن بازی کرده‌است می‌توان به باشگاه فوتبال فنرباغچه اشاره کرد.
وی همچنین در تیم ملی فوتبال Turkey U16 بازی کرده‌است.